# ردود الأفعال تجاه حركة احتلوا

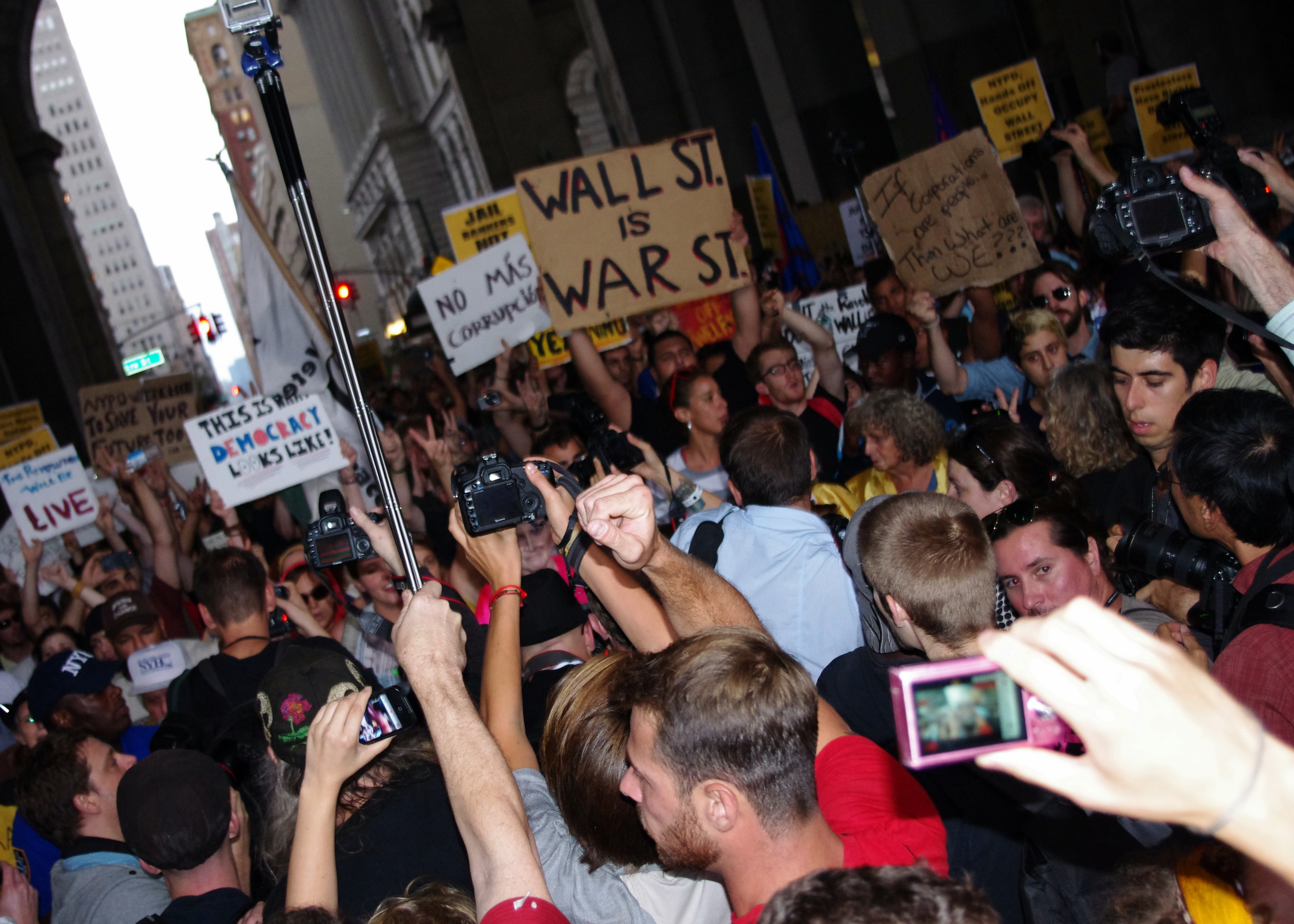
احتجاج نظمته حركة احتلوا وول ستريت في الثلاثين من سبتمبر، 2011.

منذ سبتمبر 2011، انتشرت حركة احتلوا فيما يزيد على 80 دولة و2700 بلدة ومدينة، بما في ذلك ما يزيد على 90 مدينة في الولايات المتحدة بمفردها. وقد نجمت عن الحركة ردود أفعال من الإعلام والعامة وحكومة الولايات المتحدة ومن الحكومات الدولية.

## السياسيون الدوليون
البرازيل في الخامس عشر من أكتوبر عام 2011، قالت الرئيسة البرازيلية "ديلما روسيف "إننا نتفق مع بعض التعبيرات التي استخدمتها بعض الحركات في مختلف أرجاء العالم في احتجاجات مثل تلك اللتي نراها في الولايات المتحدة وغيرها من الدول."
 كندا في الخامس عشر من أكتوبر عام 2011، عبر وزير المالية جيم فلاهيرتي عن تعاطفه مع المظاهرات عندما قال «هناك قلق متنامٍ حول نقص الفرص للجيل الجديد من الشباب، خصوصًا في الولايات المتحدة — ويتوقف الأمر على الحكومة لضمان تركيز الشباب على تعليمهم والعثور على الوظائف الجيدة.» وقد علق في وقت لاحق قائلاً «يمكنني تفهم جزء من الإحباط المشروع الناجم عن ذلك.»
 الصين في "سجل حقوق الإنسان في الولايات المتحدة في عام 2011 الصادر في الخامس والعشرين من مايو 2012، ترى الصين أن قمع حركة احتلوا يُعد علامة على إساءة تعامل الولايات المتحدة مع سكانها وانتهاكًا لحرية التعبير.
 اليونان دعم رئيس وزراء اليونان جورج بابانديريو الاحتجاجات، عندما قال «إننا نقاتل من أجل تغيير النظام الاقتصادي العالمي، مثل العديد من المواطنين المعارضين لوول ستريت الذين يحتجون ضد عدم المساواة وعدم العدل في النظام، ويحق لهم ذلك.»
 الهند في التاسع عشر من أكتوبر عام 2011، وصف مانموهان سينغ، رئيس وزراء الهند، الاحتجاجات على أنها «بمثابة التحذير لكل أولئك المسئولين عن عمليات الإدارة».
 المملكة المتحدة في الحادي والعشرين من أكتوبر 2011، قال رئيس الوزراء السابق جوردون براون إن الاحتجاجات كانت تتعلق بالعدل. «وهناك أصوات في الوسط تقول» انظر، يمكننا بناء نظام مالي أفضل وأكثر استدامة، ويعتمد على إحساس أفضل وأكثر تناسبًا لما هو عادل ومنصف، ولا يشرع فيه الأشخاص إلى أخذ المخاطر المتهورة، وإذا فعلوا ذلك، فإنه يتم عقابهم."&amp;nbsp;"
في السادس من نوفمبر عام 2011، قال زعيم المعارضة إد مييليباند: «يكمن التحدي في أنها تعكس أزمة اهتمام بملايين الأشخاص حول أكبر مشكلة نتعرض لها في هذه الفترة المعاصرة، ألا وهي: الفجوة بين قيمهم والطريقة التي تدار بها الدولة.»
وقد قال إنه «عازم على أن ترتقي السياسات السائدة وحزب العمل على وجه الخصوص إلى مستوى الأزمة والمخاطر المتعلقة بالتحدي».
وفي يوم السبت السادس والعشرين من نوفمبر 2011، قام مجلس مدينة إدنبرة باتخاذ سابقة عالمية من خلال التصويت لصالح اقتراح لدعم أهداف ووجهات نظر حركة احتلوا إدنبرة وحركة احتلوا بصفة عامة. وقد تم تقديم هذا الاقتراح من خلال حزب الخضر الإسكتلندي، وتم دعمه من خلال حزب العمل الإسكتلندي، بينما تم تعديله قليلاً من خلال الحزب القومي الإسكتلندي والليبراليين الديمقراطيين. والحزب الوحيد الذي لم يدعم هذا الاقتراح كان حزب المحافظين. «إننا نرى تلك الخطوة على أنها خطوة رائعة للأمام لفتح آفاق الحوار مع الحكومة الاسكتلندية»، حسب ما قالت حركة احتلوا إدنبرة.
 الولايات المتحدة في السادس عشر من أكتوبر عام 2011، تحدث الرئيس باراك أوباما داعمًا للحركة، رغم أنه طلب من المحتجين كذلك عدم «تشويه صورة» العاملين في المجال المالي. وشاركت السلطات المحلية في الولايات المتحدة في تطوير إستراتيجيات للاستجابة لحركة احتلوا ومجموعاتها، وتشاور القادة السياسيون في ثمان عشرة مدينة في الولايات المتحدة حول تضييق الخناق على الحركة، حسبما قال عمدة أوكلاند جيان كوان، الذي شارك في مكالمة مؤتمر.
وخلال فترة تقل عن 24 ساعة، أرسلت السلطات المحلية في دينفر ومدينة سولت ليك وبورتلاند وأوكلاند ومدينة نيويورك الشرطة لتضييق الخناق على معسكرات حركة احتلوا.
وفي فبراير من عام 2012، وصف الرئيس جيمي كارتر الحركة على أنها «حققت نجاحًا نسبيًا» بسبب الطريقة التي أثارت بها ملف عدم المساواة الاقتصادية.

 فنزويلا أدان الرئيس الفنزويلي هوجو تشافيز «القمع الرهيب» للنشطاء وعبر عن تضامنه مع الحركة.

## وسائل الإعلام
انتقد مقال نشر في مجلة بروجرس (Progress) البريطانية التابعة لحزب العمل الذي يمثل يسار الوسط ونشر في الخامس والعشرين من نوفمبر محتجي حركة احتلوا، حيث قال المقال إنها تمثل «تنويعًا غير مستساغ للأفكار الدينية والسياسية والثقافية.»
وقد وصفت وكالة الأنباء المركزية الكورية في كوريا الشمالية (وكالة الأنباء التابعة للحكومة) حركة احتلوا على أنها "تتظاهر لتعارض استغلال واضطهاد رأس المال، من خلال إحداث رجة في كل مكونات المجتمع.
قالت وكالة أنباء شينخوا، وهي وكالة الأنباء التابعة لدولة الصين، إن الاحتجاجات قد كشفت عن وجود «مشكلات جوهرية» في الأنظمة الاقتصادية والسياسية للولايات المتحدة، كما أنها أظهرت «الحاجة الواضحة لوشنطن، التي دائمًا ما تسارع إلى مطالبة الحكومات الأخرى بإجراء تغييرات عندما تخرج ضدها احتجاجات شعبية في دولها، لإعادة ترتيب بيتها من الداخل.» وقد انتقد المعلق كايث أولبرمان وسائل الإعلام الكبرى لعدم تغطية حركة احتلوا بشكل أكثر عمقًا.
وفي نوفمبر، قال جيفري ساكس إن حركة احتلوا تعد بمثابة بداية لعصر جديد تقدمي.
وفي السادس عشر من يناير عام 2012، قال كيفين باول إن حركة احتلوا تستحضر روح مارتن لوثر كينغ في حملاته ضد عدم المساواة.
وكذلك، في شهر يناير، اقترح المعلق في فاينانشال تايمز فيليب ستيفنز أن حركة احتلوا العالمية، بأطيافها المتعددة، لم تقدم بعد خطة متماسكة للتغيير السياسي.

## الرأي العام
في الولايات المتحدة، ظهر انخفاض دعم الرأي العام لحركة احتلوا إلى حد ما من أكتوبر وحتى ديسمبر 2011. وقد كان معدل الموافقة والرفض يتأرجح حول نسبة الخمسين في المائة، حسب استطلاعات الرأي القومية. وقد كشف استطلاع رأي للسياسة العامة تم إجراؤه في نوفمبر أن حوالي خمسين في المائة من المشاركين في هذا الاستطلاع يدعمون الحركة، في حين أن 45 في المائة منهم لا يوافقون عليها. ومع ذلك، في نوفمبر من عام 2011، كشف استطلاع يو إس توداي/مؤسسة غالوب أن 6 من كل 10 أمريكيين ليس لديهم رأي أو لا يعرفون قدرًا كافيًا من المعلومات عن أهداف حركة احتلوا.
وفي أكتوبر عام 2011، أشار استطلاع رأي مشترك بين سي بي إس/نيويورك تايمز إلى أن 40 في المائة من الأشخاص يوافقون على حركة احتلوا وول ستريت، في حين أن 27 في المائة لا يوافقون على الحركة.
وقد أظهر استطلاع رأي عالمي تم في 23 دولة ونشرته إبسوس (Ipsos) في العشرين من يناير عام 2012 أن 40% من المواطنين في مختلف أرجاء العالم كانوا على دراية بالحركة. وقد عبر أكثر من الثلثين عن دعمهم للحركة، في حين أن الثلث فقط لم يكن يدعمها. وقد اختلف دعم الحركة بشكل كبير بين الدول، حيث كانت النسبة في كوريا الجنوبية (67%) وفي إندونيسيا (65%) وفي الهند (64%) وهي الدول التي أظهرت أكبر قدر من التعاطف، في حين أن أستراليا (41%) واليابان (41%) وبولندا (37%) كانت الدول التي عبرت عن أقل قدر من التعاطف مع الحركة.
ومع ذلك، أظهر استطلاع حديث للرأي عقد في يناير من عام 2012 على يد شبكة KPIX-TV المملوكة لـ سي بي إس في سان فرانسيسكو أن دعم احتجاجات احتلوا في منطقة خليج سان فرانسيسكو آخذ في الانخفاض. وقد أظهر استطلاع الرأي أن 26% من السكان الذين كانوا يدعمون الحركة في البداية غيروا رأيهم الآن. وقد اشتمل استطلاع الرأي على احتلوا أوكلاند واحتلوا سان فرانسيسكو واحتلوا سان خوسيه.

## أخرى
عبر المتظاهرون المصريون في ميدان التحرير عن دعمهم للحركة. وقد تم إصدار رسالة تضامن من خلال مجموعة من المتظاهرين في القاهرة، مفادها: مع تزايد الاهتمام الحكومي بمصالح وراحة رأس المال الخاص الدولي، فإن مدننا وأوطاننا صارت أكثر تجردًا وعنفًا، حسب عوامل التلف العرضية للتطور الاقتصادي التالي أو لنظام التجديد الحضري. لقد نشأ جيل كامل في مختلف أرجاء العالم مدركًا، من الناحية العقلية والعاطفية، أننا لا مستقبل لنا في النظام الجديد الذي تسير عليه الأمور."
في بدايات ديسمبر عام 2011، قال قطب الأعمال التجارية ريتشارد برانسون أن الحركة تعد بمثابة «بداية جيدة»، وأنهم يتظاهرون من أجل أسباب مقبولة، وأنه إذا تعامل المجتمع التجاري مع بعض من المشكلات التي يتحدثون عنها بجدية، فإن ذلك سوف يؤدي إلى إحداث فارق.
في الخامس عشر من ديسمبر، قال جيس جاكسون إن يسوع وغاندي ومارتن لوثر كينغ كانوا جميعهم من المسئولين، وأن: «الاحتلال يمثل روحًا عالمية، تكتسح الآن الأمة والعالم، حيث تقاتل تلك الروح للحصول على العدالة لكل أبناء الرب».
في فبراير من عام 2012، كتب قطب الاستثمار جيريمي جرانثام دعمًا لحركة احتلوا في صحيفة فاينانشال تايمز، مقترحًا أن الرسالة الرئيسية للحركة تتمثل في توفير «دعم ملموس بشكل أكبر للفقراء وفرض المزيد من الضرائب على الأغنياء».
وفي مارس من عام 2012، تساءل جاري دورين الصحفي في مجلة أمريكا عن التأثير الاجتماعي المحتمل للحركة.